# 民康胡同
民康胡同，是位于北京市西城区中部的一条胡同。现在分成两部分，西部的一段是南北向，东部的一段是东西向，两部分均辟为道路。

## 简介
民康胡同过去为东西走向，东到锦什坊街，与丁章胡同相接，西到阜成门南顺城街，全长493米，平均宽4米。明朝称巡捕厅胡同，又称西巡捕厅。1949年沿称巡捕厅胡同。1965年北京市整顿地名，将该胡同北侧南北走向的死胡同保祥一里、保祥二里、崇善里并入，统称民康胡同。
1980年代，中国人民保险公司大楼在阜成门桥东南角建成，大楼东侧的道路也被纳入民康胡同。民康胡同东起锦什坊街，西到阜成门南大街。2000年代，民康胡同中段被拆除，兴建“金融大街一号”，原来在中国人民保险公司大楼东侧的民康胡同叉路向南延伸至王府仓胡同，将源通胡同并入，拓宽成为交通干道。民康胡同的东段被保留下来，东到锦什坊街，西到金融大街，该段已拓宽改造为道路，南侧被全部拆除盖楼，北侧被保留下来，其中有多座“调查四合院”。